# Manuel Tamayo y Baus
Manuel Tamayo y Baus, född den 15 september 1829 i Madrid, död där den 20 juni 1898, var en spansk dramatiker. Han använde pseudonymen Joaquín Estébanez.
Tamayo började sin verksamhet för teatern redan 1847 med Juana de Arco, efterbildning av Schiller, varefter följde ytterligare flera efterbildningar, bland andra El 5 Agosto (1848) och femaktsdramat Angela (1852), inspirerad av Schillers Kabale und Liebe. Tamayos första original är femaktstragedien Virginia (1853) i klassisk stil à la Ponsard, uppförd med stort bifall och av Quintana ansedd som den yppersta spanska tragedien. Ett samarbete med Aureliano Fernández-Guerra är det 1854 uppförda historiska dramat La ricahembra, varefter följde La locura de amor, där hjältinnan är den olyckliga drottningen Juana la Loca, Hija y madre, La bola de nieve, La esperanza de la patria, Huyenda del perejil, Lo positivo (1862), Del dicho al hecho, No hay mal que por bien no venga, Los hombres de bien och Lances de honor (1863), som av kritiken sattes i första planet av samtida dramatik och som behandlar duellproblemet från romersk-katolsk synpunkt. Tamayos yppersta arbete är Un drama nuevo (översatt till svenska  på 1860-talet av Edvard Lidforss och inlämnad till Kungliga Dramatiska teatern; ny översättning i bokform "Den nya pjäsen", 1898 av Göran Björkman), där Shakespeare är huvudfiguren och Hamlets första uppförande ämnet. Tamayos dramatik är enastående i Spanien, den psykologiska utvecklingen går före teatereffekten, stilen är lapidarisk utan alla ihåliga, klingande fraser. År 1858 invaldes Tamayo i Spanska akademien, vars sekreterare han blev 1874. År 1884 blev han överbibliotekarie vid Nationalbiblioteket i Madrid. Tamayos samlade arbeten utkom 1898–1900.